# Negreska Reka
Negreska Reka är ett vattendrag i Nordmakedonien.   Det rinner genom kommunen Pehčevo, i den östra delen av landet, 120 km öster om huvudstaden Skopje.